# Mazinger

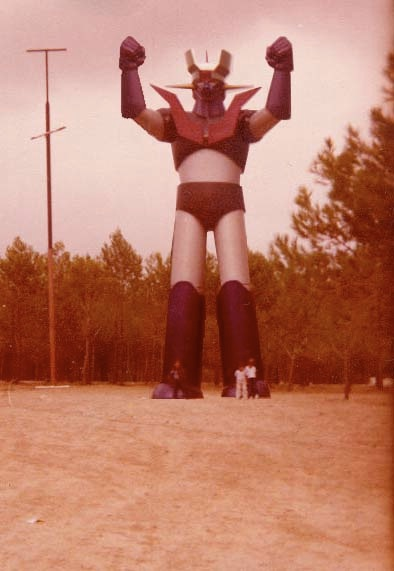
Mazinger Z Mas del Plata anys '80

Mazinger est le nom générique donné à la trilogie de manga de Go Nagai consacrée aux robots géants : Mazinger Z, Great Mazinger et Goldorak.

## Œuvres composant l'univers de fiction

### Mangas
- Go Nagai, Mazinger Z, junior S.A, 1972-1973

Le manga qui créa l'univers de fiction.
Générique Francais interprété par Damien Robillot
- Go Nagai, Great Mazinger, Kōdansha, 1974-1975

Spin-off de Mazinger Z.
- Go Nagai, Goldorak UFO robot, Dynamic Visions, 1974-1975

Spin off de Mazinger Z.
- Kōichi Maruyama (丸山 功一, Maruyama Kōichi?) et Tatsuhiko Dan (団 龍彦, Dan Tatsuhiko?), Mazinkaiser, Futabasha, 2001
- Go Nagai, Mazinkaiser shin majin densetsu (マジンカイザー新魔神伝説?), Kōdansha, 2001

One-shot de 40 pages.
- Naoto Tsushima (津島 直人, Tsushima Naoto?), Mazinkaiser, Futabasha, 2002-2003

### Amerimangas
- Shogun Warriors

### Séries animées
- 1972 : Mazinger Z

Adaptation en anime du manga Mazinger Z.
- 1974 : Great Mazinger

Adaptation en anime du manga Great Mazinger.
- 1975 : Goldorak, (UFO Robot Grendizer)

Adaptation en anime du manga Goldorak UFO robot.
- 1984 : God Mazinger

Spin-off de la série télévisée Mazinger Z.
- 2009 : Shin Mazinger Shogeki! Z-Hen

alternate retelling de Mazinger z mais avec l'apparition de nouveaux personnages et de nouveaux éléments en plus des personnages et éléments de l"histoire déjà connus.

#### Original animation video
- 2001 : MazinKaiser

Spin-off de la série télévisée Mazinger Z.

### Films

#### Films d'animation
- 2017 : Mazinger Z Infinity  (Gekijōban Mazinger Z / Infinity, 劇場版 マジンガーZ ／ INFINITY)

Suite de la série télévisée Mazinger Z
- 1976 : Goldorak VS Great Mazinger (UFO Robo Grendizer tai Great Mazinger, ＵＦＯロボ グレンダイザー対グレートマジンガー)

Cross-over entre Goldorak et Great Mazinger.
- 1976 : Goldorak, Getter Robo G, Great Mazinger A la bataille ! Grand monstre marin !  (Grendizer, Getter Robo G, Great Mazinger Kessen ! Daikaiju ! )

Un Dragosaure de type marin fait son apparition. Il est si puissant que Grendizer (Goldorak), Great Mazinger, le Getter Robo et tous leurs acolytes mettent leurs forces en commun pour former une véritable armée.
- 1975 : Great Mazinger VS Getter Robo (Great Mazinger tai Getter Robo)

Cross-over entre Great Mazinger et Getter Robo
- 1975 : Great Mazinger VS Getter Robo G - The Great Space Encounter (Great Mazinger tai Getter Robo G - Kuuchuu Dai-Gekitotsu)

Cross-over entre plusieurs robots créés par Go Nagai.
- 1974 : Mazinger Z VS The Grand General of Darkness (Mazinger Z tai Ankoku Daishougun)

Spin-off de la série télévisée Mazinger Z.
- 1973 : Mazinger Z VS Devilman (Majingâ Zetto tai Debiruman, マジンガーＺ対デビルマン)

Cross-over entre Mazinger Z et Devilman.
- 1974 : Mazinger Z VS Dr. Hell (マジンガーＺ対ドクターヘル)

Spin-off de la série télévisée Mazinger Z.

#### OAV
- 2003 : Mazinkaiser VS Great Darkness General (Mazinkaiser: Shitou! Ankoku Daishogun)

Spin-off de OAV MazinKaiser.

### Jeux vidéo
- Super Robot Wars
- Mazinger Z (1993, SNES, Bandai)

### Pastiches
- 1998 : Gekiganger III

Série imaginaire réel de Martian Successor Nadesico.

### Parodies
- 2004 : Robonimal Panda-Z: The Robonimation